# Usbek Khan

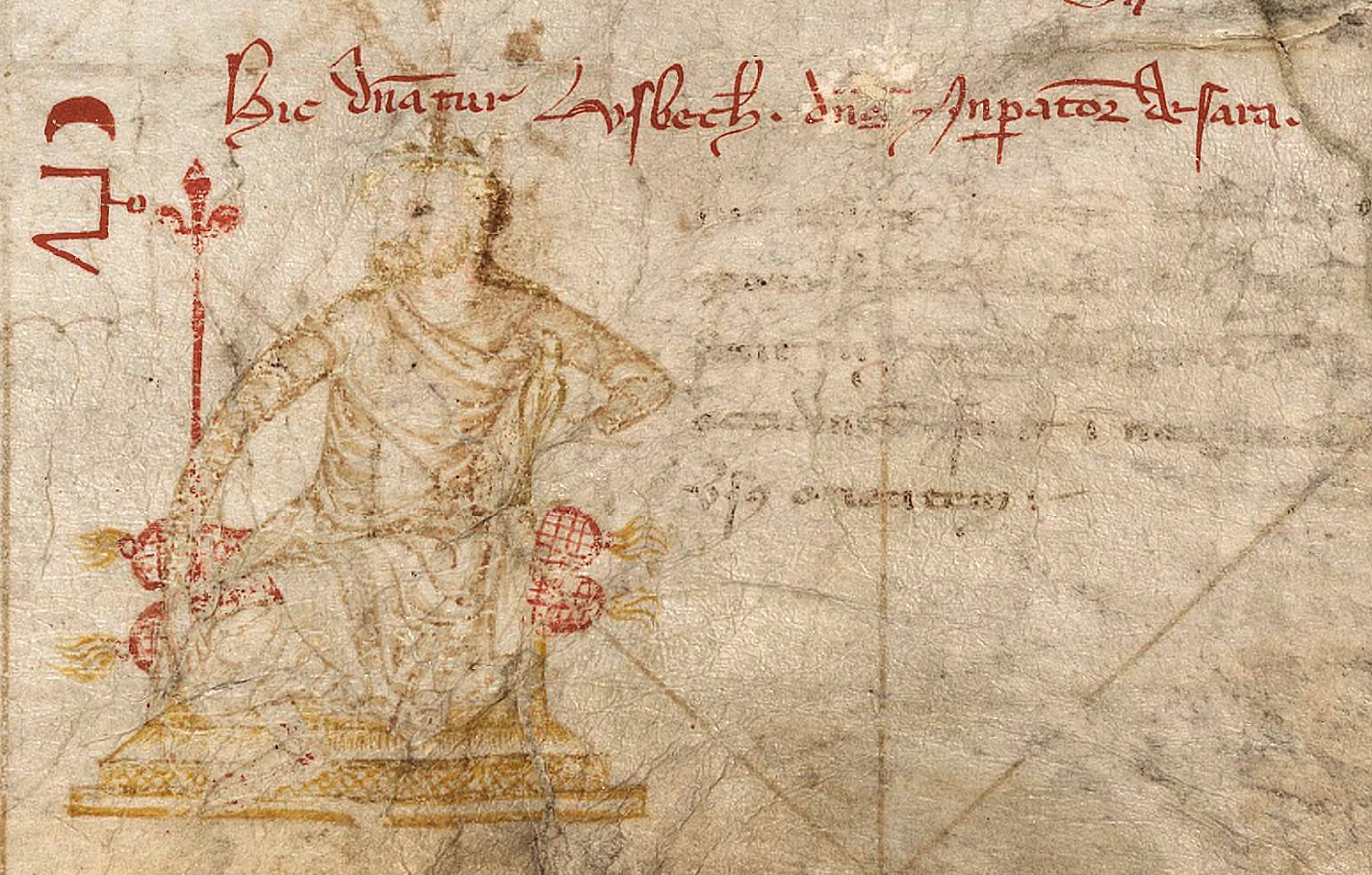
Darstellung des Usbek Khan in der vor 1339 entstandenen Karte des Angelino Dulcert: „Hic dominatur Usbech, dominus imperator de Sara“

Muhammed Usbek Khan oder Sultan Mohammed Öz Beg (auch Uzbek Chan oder Özbek Chan, tatarisch Üzbäk o. ä., * 1282; † 1341/42) war ein Nachkomme Batu Khans (Sohn des Togrilcha, Enkel des Möngke Timur); seine lange Regierungszeit in den Jahren 1312 bis 1342 gilt als Blütezeit der Goldenen Horde. Zu seiner Zeit wurde die Goldene Horde bereits als das Land Usbeks bezeichnet, wovon sich der Name der Usbeken ableitet.

## Namensherkunft und Geschichte
Die Namensbezeichnung „Usbek“ stammt wahrscheinlich vom türkischen uz/öz („gut“ aber auch „echt“ oder „wahr“) und bek (Herrscher; andere Formen: beg, bey) ab. Demnach war Usbek der „gute/wahre Herrscher“.
Der spätere Usbek Khan war als Prinz lange Jahre an die Peripherie des Reiches verbannt gewesen, da sein Vater Togrilcha seinerzeit den Khan Tulabugha (reg. 1287–1291) unterstützt hatte und deswegen von seinem Bruder Tokta Khan (reg. 1291–1312) hingerichtet wurde. Erst kurz vor seinem Tod vertraute ihm Tokta Khan Truppen an, so dass er als ein möglicher Thronanwärter erschien und Toktas Erben ausspielen konnte.

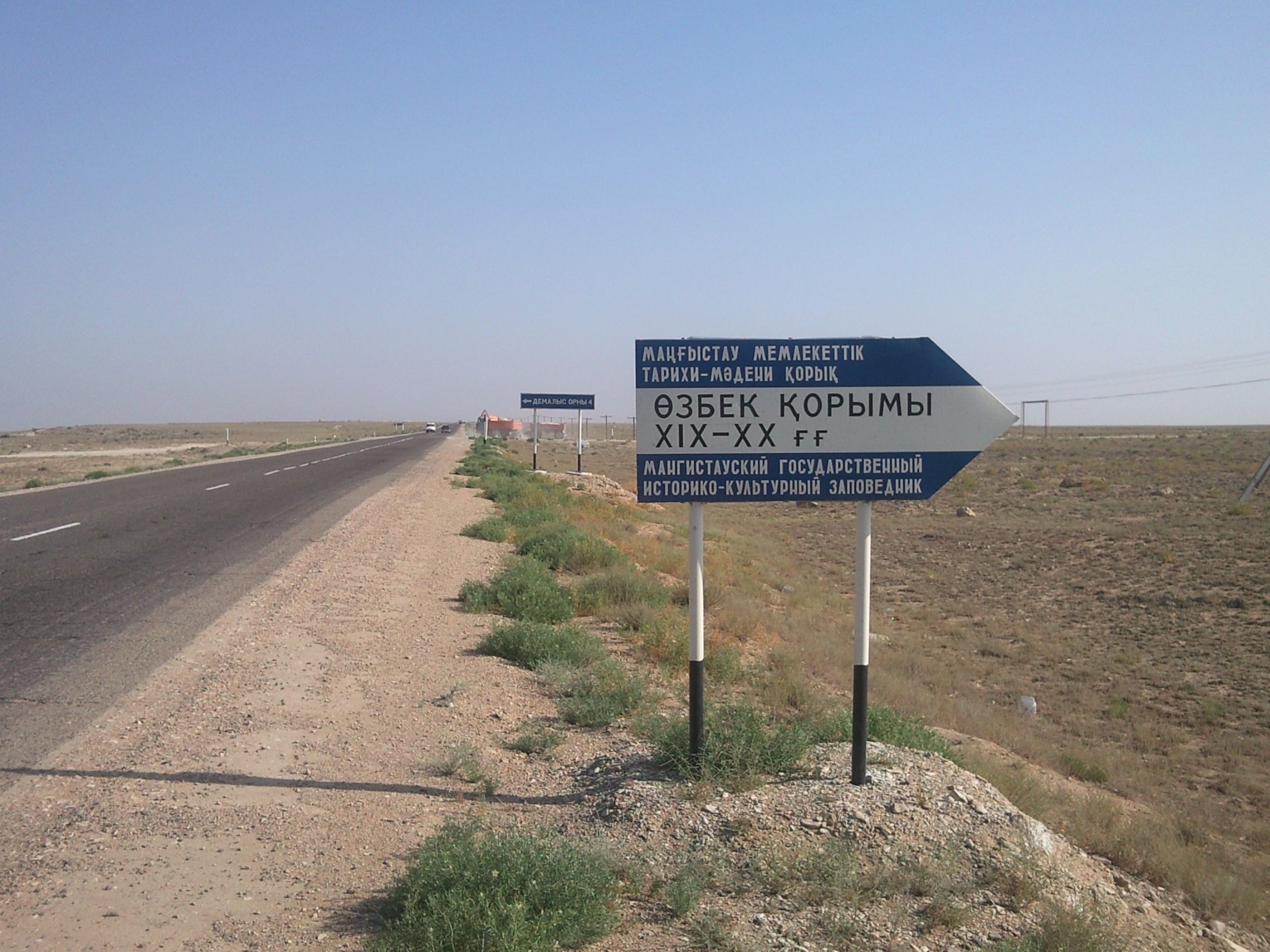
Hinweisschild zum Grab von Usbek Khan am Ausgang der Stadt Aqtau

Usbek betrieb die Islamisierung in seinen Ländern, so dass sich dieser Glaube mit dem dazugehörigen Recht, der Schari'a, für zwei Jahrhunderte an der Wolga etablierte. Den Widerstand mehrerer Emire, die seine Regierung und die neue Staatsreligion ablehnten, brach er bereits zum Zeitpunkt seines Regierungsantritts. Die Oberschicht trat gleichsam auf Befehl zum Islam über, aber in der Bevölkerung duldete man noch lange schamanistische und auch viele christliche Türken und Mongolen, die teils dem Nestorianismus, teils der Orthodoxie zuneigten. Auf der Krim ließ er eine nach ihm benannte Moschee errichten, die Moschee des Usbek Chan.
Der Khan begünstigte ferner 1327 Iwan Kalita gegen den Fürsten von Twer, was – verbunden mit dem Recht Iwans zur Steuereintreibung in Russland – den Aufstieg Moskaus zur Folge hatte. Unter Ausnutzung der Rivalität zwischen Moskau und Twer fanden auch wiederholt Angriffe auf russische Städte statt, die hauptsächlich zur Plünderung dienten (z. B. um 1318, 1327). Usbek Khan führte ebenfalls und sogar persönlich Krieg gegen das Ilchanat, zuletzt 1335 gegen den Khan Arpa Ke'un, erzielte jedoch keine Erfolge.
Von Usbek wird gesagt, dass er sich nur im Allgemeinen um die Belange seines Reiches kümmerte, mit den ihm zufließenden Geldern zufrieden war und nicht weiter danach fragte, wie sie eingenommen und wieder ausgegeben wurden. Darin unterschied sich sein Verhalten allerdings kaum von den nomadischen Stammestraditionen seiner Vorgänger.

## Weblink
| Vorgänger  | Amt                               | Nachfolger  |
| ---------- | --------------------------------- | ----------- |
| Tokta Khan | Khan der Goldenen Horde 1312–1342 | Dschani Beg |

| Personendaten    | Personendaten                                        |
| ---------------- | ---------------------------------------------------- |
| NAME             | Usbek Khan                                           |
| ALTERNATIVNAMEN  | Muhammed Usbek Khan (vollständiger Name); Özbek Khan |
| KURZBESCHREIBUNG | Mongolenkhan; Nachkomme Batu Khans                   |
| GEBURTSDATUM     | 1282                                                 |
| STERBEDATUM      | 1341 oder 1342                                       |